# Jacques Raymond

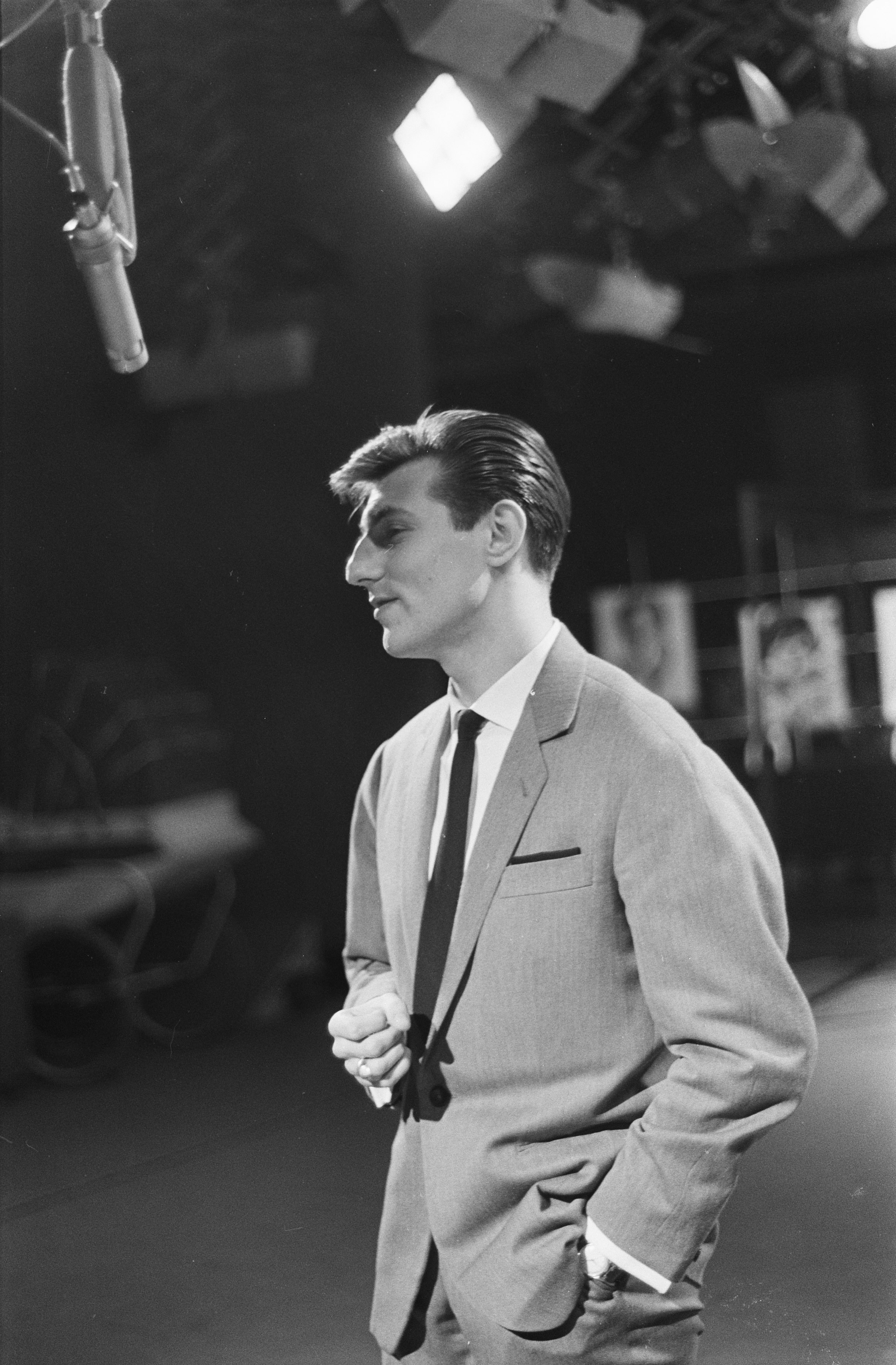
Jacques Raymond (1963)

Jacques Raymond (* 13. Oktober 1938 in Temse als Jozef Remon) ist ein belgischer Sänger.

## Biografie
Raymond wurde bekannt, als er 1955 an der Castingshow Ontdek de ster (Entdecke den Star) teilnahm. Er wirkte in den Folgejahren als Sänger an vielen Sendungen im belgischen Fernsehen mit. 1961 nahm er zum ersten Mal am belgischen Vorentscheid zum Eurovision Song Contest (Finale van de belgische bijdrage tot het songfestival) teil. Mit dem Titel Als je weent, als je lacht belegte er den zweiten Platz hinter dem Sieger Bob Benny.
Zwei Jahre später nahm er erneut am Vorentscheid, der diesmal unter dem Titel Canzonissima stattfand, teil. Mit 292 Punkten und damit nur drei Punkten Vorsprung vor Lize Marke konnte er die Vorentscheidung mit dem Lied Waarom gewinnen. Beim Eurovision Song Contest 1963 in London landete er im hinteren Mittelfeld und erreichte mit vier Punkten den zehnten Platz unter 16 Teilnehmern. Über die 1960er Jahre veröffentlichte er Singles auf Niederländisch, Deutsch und Französisch. 1971 nahm er erneut am Eurovision Song Contest teil, diesmal im Duett mit Lily Castel.
Ursprünglich hatte das Duo nicht am belgischen Vorentscheid teilgenommen, sprang aber kurzfristig für das Duo Nicole & Hugo ein, das an Gelbfieber erkrankt war. Mit Goeiemorgen, morgen belegten sie den 14. Platz unter 18 Teilnehmern.
In der Originalversion war das Lied ein großer kommerzieller Erfolg in Belgien, Raymond und Castel haben es aber nie auf Schallplatte veröffentlicht. Raymond veröffentlichte in den 1970er Jahren noch einige Singles. 1993 war er Jurymitglied beim belgischen Song-Contest-Vorentscheid Eurosong.

## Diskografie
Singles (Auswahl)
- Waarom (1963)
- Die dolle Dolly (1964)
- Keine Freunde (1968)
- Nooit was ik zo verliefd
- Nina
- Sylvie